# 버스트 디스

DJ Juice (왼쪽), DJ 짱가 (오른쪽)

버스트 디스 (Bust This)는 대한민국의 힙합 DJ 그룹이다. 2003년 10월에 결성되어 4년간 여러 앨범에 참여하면서 실력을 인정 받았고, 2008년 앨범을 냈다. 앨범을 내면서 여러 사정으로 그룹은 해체 상태에 들어갔다. 멤버는 DJ Juice와 DJ 짱가 두 명이다.

## 역사

### 만남과 결성
DJ 짱가와 DJ Juice의 만남은 DJ Nega를 통해 이루어졌다. DJ 짱가는 DJ Nega와 친분이 있는 상태였으며, DJ Juice의 경우 DJ Nega에게 디제잉을 배우는 학생이었다. 그러다가 절충 2집 발매 기념 파티 때 DJ Juice가 DJ Son과 같이 공연을 하였는데, 이 파티에서 DJ 짱가와 DJ Juice의 첫 만남이 이루어졌다. 이후 점점 친분을 쌓은 둘은 2003년 10월 DJ 짱가의 제안으로 팀을 결성하게 되었다.
이들이 결성 후에 한 첫 작업은 Loquence와 함께였다고 하나, 공식적으로 발표된 첫 활동은 P-Type의 1집 Heavy Bass의 몇 곡에 스크래칭 세션으로 참여한 것이었다. 동시에 이들은 UMF, 힙합플레이야 쇼 등 여러 공연에 참여하면서 스크래칭 퍼포먼스를 선보였다. 그러던 중 2005년 후반 즈음에는 Paloalto가 이 스크래칭 퍼포먼스에 랩을 보태면서 프로젝트 팀 Triplets가 결성되기도 하였다. 이 Triplets는 Paloalto가 2005년 12월 한량사에 들어온 후 Buffalo 또는 Apple Jam이란 이름의 팀으로 발전하여 싱글 앨범을 준비했지만, 이 팀은 여러 사정에 의해 Paloalto가 한량사를 나가면서 해체되었다. 한편으로 Superman IVY 역시 그들과 함께 여러번 랩 + DJ 퍼포먼스를 펼쳤다.

### 앨범 발매와 해체
한편 2004~2005년부터 한량사와 함께 한 Bust This는 한량사에서 소속 신인들에게 디제잉을 가르치는 한량사 Training Course 디제잉 레슨을 하였으며, 외부로도 여러 DJ들을 가르쳤다. 한편으로, 힙합의 네 가지 요소를 모두 포괄하는 크루 Elementree의 멤버로도 활동하였다. 또한, 그들의 앨범 작업 역시 계속되었다. 이 앨범은 당초 싱글 앨범으로 계획되었으나, 정규 앨범으로 업그레이드되어 한량사가 해체한 후인 2007년 12월에 나오게 되었다.
결성 4년이 넘어 이들은 첫 앨범을 발표했지만, 이 앨범은 "Bust This의 처음이자 마지막 앨범"으로 알려졌다. 힙합플레이야와의 인터뷰에서 Bust This는 이에 대해, "현실적인 문제와 이정도 했으면 할 만큼 했다. 라는 생각"이 활동을 중단하는 결정적인 요인이라고 밝혔다. 더불어, Bust This가 해체한다고 해서 두 멤버가 DJ를 그만두는 것은 아니며, 이렇게 해서 "일단은 좀 더 서로가 서로에게 발전적인 거나 경험을 좀 더 해보자. 해서 결정"하게 되었다고 말하였다.
이렇게 Bust This는 1집을 발표하고 해체하였으며, 이후 DJ Juice는 Street Dreams란 제목의 솔로 앨범을 발표하기도 하였다.

### 해체 이후
해체 이후 DJ Juice는 Street Dreams란 제목의 앨범을 발표하였으며 이후 Souldive의 무대에 객원 DJ로 함께 오르며 활동을 하였다. DJ 짱가는 2008년 비보잉 팀 20th에서 활동하다가 2009년 8월 전 쇼하우 멤버였던 TKO와 Double Deck이란 퍼포먼스 팀을 결성하였다. Double Deck은 현재 Hi-Lite Records 소속이다.
대표곡: Love DJ

## 디스코그래피
- 2007년 12월 13일 Hello! Bust This!